# Lectio Divina
Lectio Divina je tradicionalna benediktinska praksa razmatranja Božje Riječi, meditacije i molitve s ciljem zajedništva s Bogom i proučavanja Riječi Božje.
Lectio divina je molitveno čitanje Božje riječi, vid meditativne molitve biblijskih tekstova koji se prakticirao još u srednjovjekovnim samostanima.
Lectio divina je čitanje pojedinačno ili zajedničko, duljega ili kraćega ulomka iz Svetoga pisma, prihvaćena kao riječ Božja, koje se potom, poticajem Duha Svetoga, razvija meditacijom, molitvom i kontemplacijom  (Tumačenje Biblije u Crkvi, IV C 2).
Lectio Divina ne pristupa Svetome pismu kao tekstu, koji se istražuju, već kao živoj riječi. Duhovni ritam koji je u pozadini svega u našem svakodnevnom životu otkrivamo s trima stvarima: vremenom posebice odvojenim za lectio divina, liturgija i svakodnevni manualni rad.
Tradicionalno, Lectio Divina ima četiri odvojena koraka: čitanje, meditiranje, molitva i razmatranje. To su četiri koraka koje je naveo kartuzijanac Gvido II., latinski lectio, meditatio, oratio, contemplatio. Prvo se pročita ulomak iz Svetog pisma, a zatim se meditira o njegovom značenju. Nakon toga slijedi molitva i kontemplacija o Božjoj Riječi. U novije vrijeme spominje se peti korak: actio. Zaživio je opet nakon Drugog vatikanskog sabora. Prema papi Benediktu XVI., "To su stube kojima se monasi uspinju od zemlje prema nebu."
Lectio divina su nekoć vježbali svi kršćani. Drevno umijeće je polagana, kontemplativna, svetopisamska molitva koja omogućuje da Biblija, Božja riječ, postane sredstvo sjedinjenja s Bogom.
Fokus Lectio Divine nije teološka analiza biblijskih ulomaka, već gledati ih u odnosu na Krista kao ključ njihova značenja. Na primjer, s obzirom na Isusovu izjavu u Ivanu 14,27: "Mir vam ostavljam, mir vam svoj dajem", analitički bi se pristup usredotočio na kontekst teksta tijekom Posljednje večere, na biblijski kontekst, itd., dok u Lectio Divini, međutim, praktičar "ulazi" i dijeli mir Kristov umjesto da ga "secira“. U nekim kršćanskim učenjima, ovaj oblik meditativne molitve dovodi do povećanog poznavanja Krista.
U lectio divina vjernik se prinosi Bogu kao žrtva. Važno je pri tome da smo ljudi u pokretu, jer radi se o svakodnevnom ritmu. U davnim se vremenima to duhovno gibanje opisivalo uzvojnicom (lat. helix), uzvojitim kretanjem, ka gore. U dvjema dimenzijama, to je stalno kružno gibanje. Dodavanjem vremenska dimenzije pretvara se u uzvojnicu, uzdižućom krivuljom kojom se primičemo Bogu.
Korijeni biblijskog promišljanja i tumačenja potječu od Origena u 3. stoljeću, nakon čega je sv. Ambrozije prenio nauk na svetog Augustina. Redovnička praksa Lectio Divine postoji od 6. stoljeća i prakticirao ju sv. Benedikt, a zatim je formalizirana kao proces u četiri koraka od strane kartuzijanskog redovnika Guiga II. tijekom 12. stoljeća. U 20. stoljeću, konstitucija Dei Verbum Drugoga vatikanskog koncila preporučuje Lectio Divinu široj javnosti, a njenu važnost potvrdio je papa Benedikt XVI. na početku 21. stoljeća.

## Molitveni koraci
Molitveni koraci:
1. LECTIO - Vjernik pozorno čita izabrani tekst i dopušta da ga Riječ pronađe i takne.[2] Razvija se sposobnost pozornijeg, dubljeg slušanja i sposobniji smo čuti “uhom svoga srca”. Uči se slušati Božji šapat (1 Kr 19,12); zvuk koji je Božja riječ za ljude. U svezi s ovim je radosna naredba-povik proroka u drevnom Izraelu: “Slušaj! Čuj, o Izraele!”. Blago slušanje jest usklađivanje s Božjom prisutnošću u Svetom Pismu. Za čuti netkog tko tiho govori, valja naučiti šutiti i cijeniti i voljeti tišinu, jer besprekidnim govorenjem ili okruženošću bukom ne čuje se tihe glasove. Zato je potrebno molitelju lectio divina smiriti se, da bi bio u stanju čuti njemu upućenu Božju riječ. Lectio nije brzinsko čitanje kao u svakodnevnici što se čita suvremene medije. Čita se polagano, slušanje je puno poštovanja; u duhu tišine i strahopoštovanja. Pomno se osluškuje za čuti riječ ili rečenicu koja je danas za nas Božja riječ.[5] Ovdje čitatelj traži odgovor na pitanje: Što biblijski tekst govori? Koji mu je sadržaj?[11]
2. MEDITATIO – Vjernik prebire Riječ u srcu, osluškuje što mu govori te kako odgovara na njegovo stanje. Zapaža kako mu liječi zadobivene rane. Ponavlja Riječ u ritmu disanja i izgovara ju kod svakog izdisaja.[2] Meditiranjem se dopušta Božjoj riječi postati riječ ljudima upućena, riječ koja ljude dodiruje i djeluje u najdubljim razinama čovjeka. Klasični primjer kršćanima bilaje Blažena Djevica Marija “koja je pohranjivala u svoje srce” ono što je vidjela i čula o Kristu (usp. Lk 2,19). Pronađenu riječ ili odlomak iz Svetog Pisma se blago u sebi ponavlja, pušta da prožme misli, nade, sjećanja i želje.[5] Traži se odgovor: "Što biblijski tekst kaže meni?" Naime čitanje se postiže okom, uhom i razumom, no Riječ cilja na srce, što se postiže razmatranjem.[11]
3. ORATIO – Vjernik moli, izgovarajući molitvu u srcu kao prošnju, zahvalu, kajanje ili slavljenje Boga i veličanje velikih Božjih djela u cjelokupnoj povijesti spasenja.[2] Molitva je dijalog s Bogom, ali ne običan, nego pun ljubavi s osobom Boga koja je čovjeka pozvala u zagrljaj. Molitva je posvećenje, svećeničko prikazivanje Bogu. Riječi u koju smo ušli i o kojoj smo razmišljali, dopuštamo dodirnuti nas i promijeniti dijelove našeg najskrivenijeg bića, koja nas preobražava. Bog čovjeka tad poziva da uzdignemo k njemu svoja najteža, bolom ispunjena iskustva, te da nad njima blago izreknemo iscjeljujuću riječ ili rečenicu koju nam je Gospodin dao u čitanju i meditaciji.[5]  Ovdje vjernike polazi u aktivniju poziciju i sad od slušatelja postaje govoritelj. Cilj molitve je postići čisto srce, odnosno uskladiti svoje misli, osjećaje i odluke s Bogom i njegovom voljom.[11]
4. CONTEMPLATIO – Vjernik motri, postaje jedno sa sobom i s Bogom. U dubokoj šutnji motri, kuša i uranja u sveprisutnu Božju ljubav koja u njemu oblikuje stav istinskog klanjanja i zahvaljivanja. Dopušta šuteći da ga Isus vidi. U dubokoj šutnji vjernik gledam Isusa, a Isus gleda njega. Po primljenoj Riječi vjernik postaje jedno s Njim. Uživa u Isusovoj prisutnosti i dopušta da ga On zahvati. Meditatio, oratio, contemplatio obavljaju se u šutnji.[2] Predstavlja gledanje Boga, odmaranje šutke uživajući u Božjoj prisutnosti, a to se iskustvo prirodno izmjenjuje, ako to dopustimo. U gledanju (kontemplaciji) prekida se iznutra nešto duhovno raditi i jednostavno uči se “biti”. Kontemplacija nije cilj, nego zahvalnost. To je provođenje vremena s Bogom. U staroj samostanskoj tradiciji kontemplacija se shvaćala dvojako: kontemplacija Boga u kreaciji – Bog u “mnoštvu” (theoria physike) te kontemplacija Boga u njemu samome bez slika ili riječi – Bog kao “Jedan Jedini” (theologia).[5] Postoji još jedna dimenzija s dva shvaćanja: jedna je životni odgovor na Božju riječ, pretakanjem prethodnih koraka u svagdašnji život, taj odgovor životom je usvajanjem Božjeg pogleda u prosuđivanju svakodnevne životne stvarnosti i uskladba svog života s Bogom kojega se susrelo kroz molitveno čitanje Pisma. Drugo shvaćanje ima mističnu dimenziju, gdje se to shvaća kao najuzvišeniji oblik molitve. „Kontemplacija je … trenutak kada pred Božjom ljubavlju, veličinom, slavom, ostajemo bez riječi. Ne mislimo više na pojedine elemente teksta koji smo čitali već imamo potrebu da koncentriramo naš pogled na Isusa, da dopustimo da nam oprosti, da se odmorimo u njemu, da osjetimo njegovu ljubav, da budemo jednostavno neko vrijeme s njime koji je naš Prijatelj i Spasitelj. (kardinal Martini).[11]
5. ACTIO – Vjernik djeluje u svojoj svakodnevici u skladu s Božjom Riječi. Cilj božanskoga čitanja je ono što je vjernik kušao u čitanju, meditiranju, molitvi i kontemplaciji prenijeti u svakodnevni život.[2] U starim kršćanskim vremenima su se kontemplacija i akcija shvaćale kao dva pola ljudskog (vjerničkog) duhovnog ritma koji je u pozadini svega - lagano osciliranje između duhovne “aktivnosti” u odnosu na Boga i “receptivnosti (prijemljivosti)”. Smjer duhovne aktivnosti je ka unutra, ne prema van (ne kao apostolat), tj. u dubinu dšu, gdje Duh Božji neprestano preoblikuje vjernika u svoju sliku. Akcija, tj. aktivni život, čini samospoznaja, tko smo zapravo i dopuštanje sebi biti preoblikovan po Božjoj nakani. Duhovna aktivnost se u starini odnosila na aktivnu suradnju s Božjom milošću u iskorjenjivanju poroka i dopuštanje da procvjetaju kreposti.[5] Božansko čitanje je pored škole molitve ujedno i škola života, to jest vršenje naučenog i spoznatog.[11]

## Vanjske poveznice
- Josip Ivanović: Molitveno čitanje Svetoga Pisma u crkvi sv. Frane na Obali, u sklopu župe sv. Stjepana pod Borima, Splitsko-makarska nadbiskupija, 24. listopada 2018.
- Bitno.net Lectio divina za djecu naučite svoju djecu moliti sa Svetim pismom